# Bitva u Lesné
Bitva u Lesné byla jednou z rozhodujících bitev Severní války. Odehrála se 9. října 1708 mezi ruskou armádou, jež čítala 14 500 mužů vedených carem Petrem I. a princem Alexandrem Menšikovem a švédskou armádou o síle 12 500 mužů pod vedením generála Adama Ludwiga Lewenhaupta, u vesnice Lesná, na hranici Polska a Ruska (nyní město Lisna, Bělorusko).

## Pozadí
Lewenhaupt, velitel jedné z nejlepších švédských armád, rozmístil vojsko u baltského přístavu Riga. V létě 1708 mu král Karel XII. nařídil postupovat na jih s většinou svých sil a spojit se s švédskou hlavní armádou jež čítala 25 000 mužů, umístěných v Polsku. Lewenhaupt měl přivézt čerstvou dodávku munice a jídlo a zúčastnit se obsazení Moskvy. Lewenhaupt začal sbírat potřebné zásoby a připravovat armádu na pochod déle než Karel čekal, proto 26. září 1708 čekal na Lewenhaupta týdny. Švédský král opustil svůj tábor a vytáhl na Ukrajinu přičemž doufal, že dosáhne bohaté obilnice před zimou. Tou dobou byl Lewenhaupt jen 80 mil od švédských pozic. Rusové sledovali pohyby Švédů a Petr se rozhodl zaútočit. Proto se spolu s Menšikovem snažili rychle zničit Lewenhauptovu armádu a zabránit mu v překročení řeky Sož. Lewenhaupt nebyl vyděšen, protože žádná silná švédská armáda zatím nebyla v této válce poražena Rusy, a proto se rozhodl pro boj s Petrem.

## Bitva
Bitva proběhla 9. října 1708 a obě síly utrpěly těžké ztráty. Švédi nebyli zvyklí na boj ve sněhu, který se stal zmateným, a Lewenhaupt nařídil svým mužům ustoupit. V té chvíli zaútočila ruská jízda a jednotky kozáků pak dokonaly švédskou porážku a získaly mnoho zajatců.

## Ztráty
Švédi ztratili 6307 mužů v bitvě a víc než polovina z toho byli zajatci. Kromě 1000 mrtvých a 4000 pohřešovaných se asi 1000 Švédů opilo alkoholem, který ukradli ze zásobovacích vozů než je opustili. Tito vojáci se ztratili v okolních lesích.
Zbytek armády se nakonec připojil ke Karlovi, ale jen zvětšil jeho problém uživení armády. Ruské ztráty činily 1111 mrtvých a 2856 zraněných.

## Následky
Největší význam ruského vítězství u Lesné bylo to, že přesvědčilo ruské vojáky, že mohou porazit i nejlepší švédské vojáky. Tato znovu nalezená sebedůvěra jim v roce 1709 pomohla během bitvy, v které Petr I. Veliký zničil hlavní švédskou armádu. Petr nazýval Lesnou „matkou bitvy u Poltavy“.